# Benexato
Benexato (INN) es un fármaco utilizado en el tratamiento de trastornos relacionados con la acidez.